# Рыбин, Михаил Фёдорович
Михаил Фёдорович Рыбин (26 октября 1877, село Молоди Подольского уезда Московской губернии — 17 февраля 1938, Бутовский полигон) — священник Русской православной церкви, священномученик.

## Жизнеописание
Родился 26 октября 1877 года в селе Молоди Подольского уезда Московской губернии в семье крестьянина. Окончил сельскую школу.
С 1919 года стал служить псаломщиком в храме.
В 1925 году он был рукоположён во священника. Отец Михаил служил в различных приходах Московской епархии: в Благовещенской церкви в селе Матвеевском, в Успенской церкви села Кузьменок. Последним местом его служения был храм в честь Воскресения словущего в родном селе Молоди Чеховского района.
За усердное служение Церкви Христовой отец Михаил был награждён наперсным крестом.
Во время массовых арестов духовенства и верующих в 1937—1938 годах власти приняли решение арестовать священника Михаила Рыбина. Следователь Подольского районного отделения НКВД 19 января 1938 года допросил четверых свидетелей, которые подписали протоколы допросов, необходимые следствию.
25 января 1938 года отец Михаил Рыбин был арестован и заключён под стражу в Серпуховской тюрьме. В день ареста он был допрошен. 2 февраля 1938 года тройка НКВД по Московской области приговорила отца Михаила по статье 58-10 Уголовного кодекса РСФСР к расстрелу за «активную контрреволюционную агитацию».
17 февраля 1938 года был расстрелян на Бутовском полигоне под Москвой и погребён в безвестной общей могиле.

## Память
Причислен к лику святых Новомучеников Российских постановлением Священного Синода 17 июля 2002 года для общецерковного почитания. Память 4 февраля, в Соборах новомучеников и исповедников Церкви Русской, Бутовских новомучеников и Московских святых.
Тропарь, глас 4:
Днесь радуется земля Московская,/ восхваляющи священномученика пресвитера Михаила,/ во дни гонений небоязненно Христа исповедавшаго/ и многия люди в Православней вере укрепившаго./ Мы же, страдания того почитающе,/ с верою и любовию вопием:/ о, пастырю верный и мучениче,/ молися о нас ко Господу,/ да помилует и спасет нас по велицей Своей милости.
Кондак, глас 2:
Верный служителю Божественных Таин,/ Михаиле мучениче добропобедный,/ ты усердно людем послужил еси/ и, Христа Воскресшаго исповедуя,/ даже до крове пострадал еси./ Ныне же, в селениих Небесных пребывая,/ моли Человеколюбца Бога,/ спастися душам нашим.
Молитва:
О, святый священномучениче Христов Михаиле! Ты, от юности Бога возлюбив, служитель ревностный Того явился еси и, яко пастырь добрый, душу свою за словесныя овцы полагая, венец нетленный от Господа приял еси. Ныне же мы, недостойнии, прославляюще тя с новомученики и исповедники Российскими, яко предстателя и молитвенника нашего, просим: просвети умы и сердца наша светом Божественнаго учения, укрепи нас во истинней вере, научи нас всегда творити волю Божию, благую и совершенную, и хранити заповеди евангельския, подаждь ревность о умножении братския любве, болящыя и немощныя уврачуй, печальныя утеши, гонимыя защити, юныя настави, всем же благосердый отец и теплый молитвенник явися. О, святче Божий! Умоли Господа Бога, да соблюдается в вере Православной Отечество наше и в нём достойно и праведно прославляется имя Пресвятыя Троицы, Отца и Сына и Святаго Духа во веки веков. Аминь.